# Castillo de San Jorge (Lisboa)
Se conoce como el castillo de San Jorge (en portugués: Castelo de São Jorge) a las ruinas de un castillo en la colina de San Jorge en Lisboa.  La ocupación humana de la colina del castillo data de al menos el siglo VIII aC, mientras que las primeras fortificaciones construidas datan del siglo I a. C. El castillo se yergue en posición dominante sobre la más alta colina del centro histórico, proporcionando a los visitantes una de las más bellas vistas sobre la ciudad y sobre el estuario del río Tajo, por lo que el gobierno portugués hace grandes esfuerzos en conservarlo.
El recinto del castillo cuenta con aproximadamente 6000 m². La edificación consta de varias torres y garitas, un foso y dos patios grandes.

## Historia

### Antecedentes

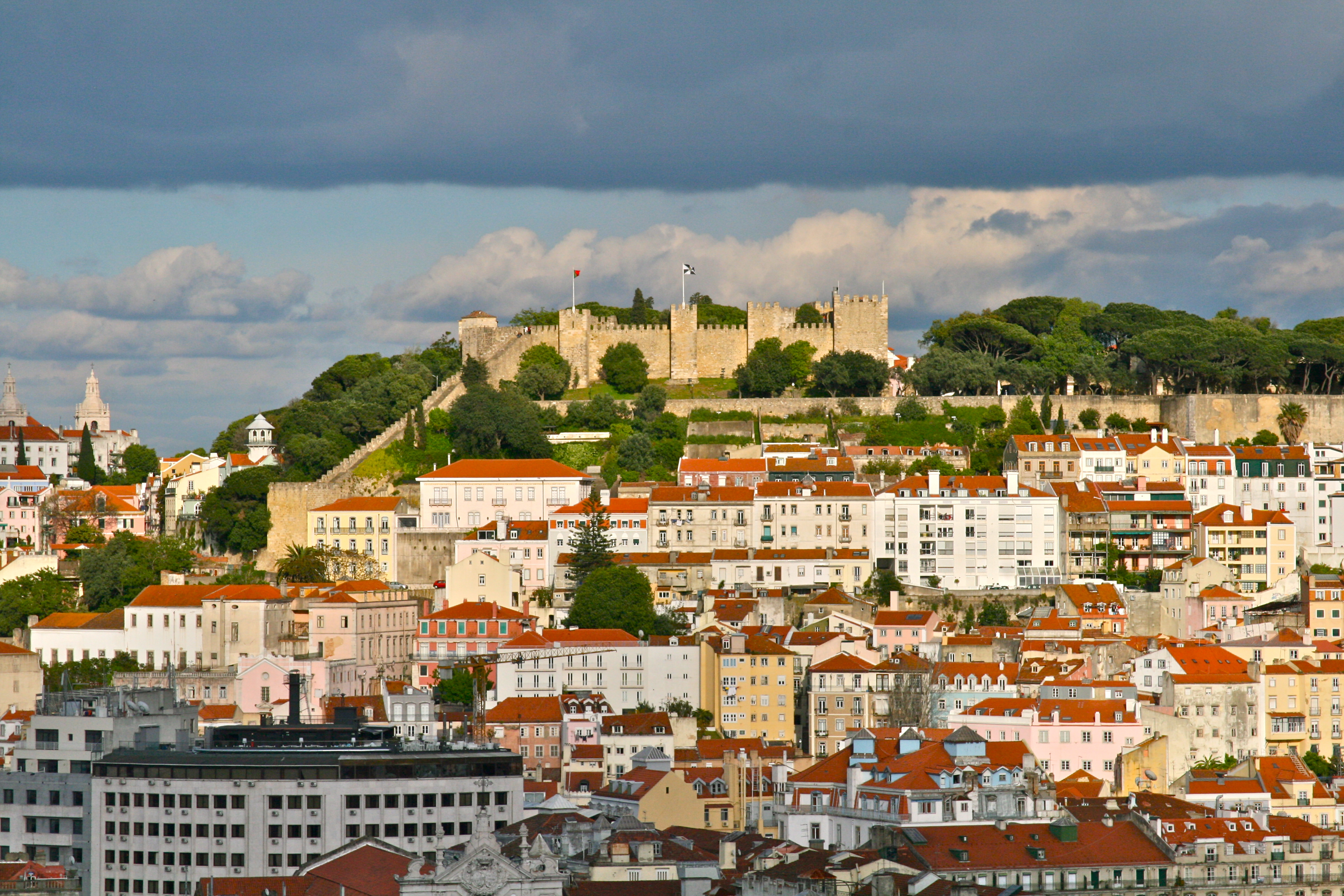
Castillo de San Jorge de Lisboa, iniciado por los musulmanes.

Las investigaciones arqueológicas han sacado a la luz evidencias de primitiva ocupación humana en la localización de Lisboa desde, al menos, el siglo VIII a. C., sucesivamente por fenicios, griegos y cartaginenses. Sirve, a partir de 139 a. C. como base de operaciones del cónsul Decius Junius Brutus, contra los núcleos de lusitanos dispersos tras del asesinato de su líder, Viriato, cuando se admite que aquí habría, por ese motivo, existido algún tipo de estructura defensiva.

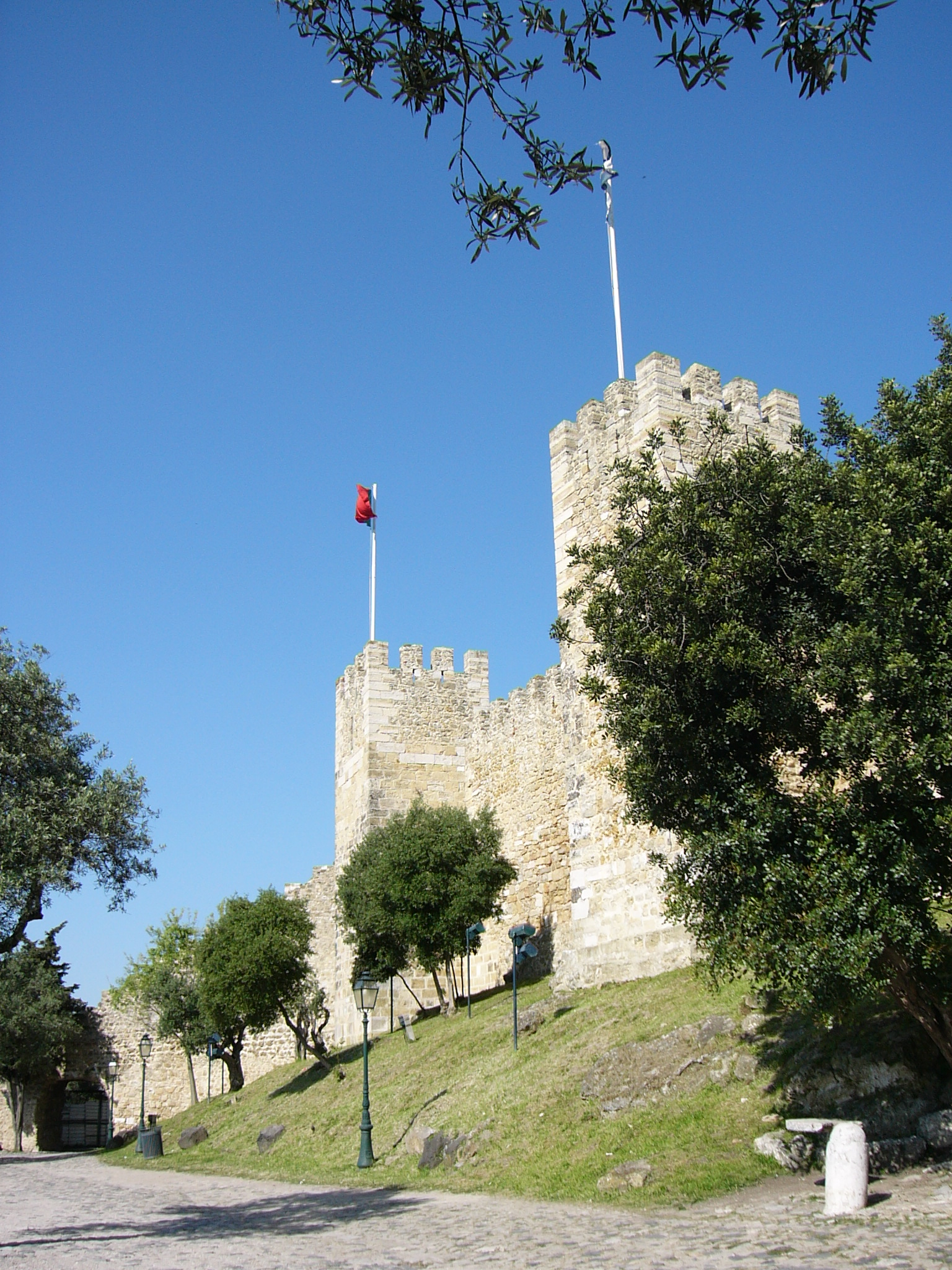
Murallas del castillo de San Jorge.

Posteriormente, en el 60 a. C., siendo propretor Caio Júlio César, concluye la conquista definitiva de Lusitania, y concede a la población el nombre de Felicitas Julia, y a sus habitantes los privilegios de la ciudadanía romana.
Durante las invasiones del Imperio romano por los bárbaros, de las que la península no fue inmune, la ciudad fue conquistada por los Suevos bajo el mando de Maldras a mediados del siglo V, y pocos años más tarde por los visigodos bajo el mando de Eurico, volviéndose definitivamente Visigoda bajo el reinado de Leovigildo. Siglos más tarde, en el siglo VIII, la ciudad cae bajo dominio musulmán, pasando a llamarse Al-Ushbuna.

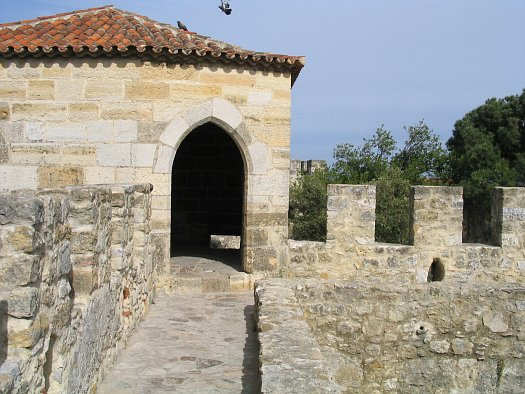
Camino de ronda del castillo.

En el contexto de la Reconquista cristiana de la península, su posesión oscila al aire de las embestidas cristianas, que la consideran como algo al margen del río Tajo. De esa forma, fue conquistada inicialmente por Alfonso II de Asturias, en la contraofensiva de 796.
En esa ocasión la ciudad fue saqueada y las fuerzas cristianas, demasiado distantes de su base en la región de Entre-Duero-y-Miño, se retiraron enseguida. Idéntico proceso se repitió en el reinado de Ordoño III de León, cuando bajo el mando de este soberano la ciudad sufrió severos daños.
Integrante de los dominios de la taifa de Badajoz, en el amanecer del siglo XII, ante la amenaza representada por las fuerzas de Yusuf ibn Tasufin, que oriundas del Norte de África, habían pasado a la península con el objetivo de la conquista y reunificación de los dominios almorávide, el gobernante de Badajoz, Mutawaquil, lo entregó, junto con el castillo de Santarém y el castillo de Sintra, en la primavera de 1093, al rey Alfonso VI de León, teniendo como objetivo una alianza defensiva, que no se sustentó. Implicado en la defensa de sus propios territorios, el soberano cristiano no fue capaz de asistir al gobernante moro, cuyos territorios volvieron a caer, al año siguiente, ante los invasores. De este modo, Lisboa, Santarém y Sintra volvieron al dominio musulmán, ahora bajo los Almorávides. Lisboa volvería a ser reconquistada por las fuerzas de Alfonso VI, para volver al dominio musulmán en 1095.
La fortificación, en este periodo, estaba constituida por la alcazaba de planta aproximadamente cuadrangular con cerca de 60 metros de lado, en posición dominante en lo alto de la colina, defendida por murallas con aproximadamente 200 metros de anchura. Este núcleo, cuyo perímetro corresponde sensiblemente, a los límites actuales del castillo, al este y al oeste los muros descienden hasta el río envolviendo a la población, reforzados por torres en donde se abrían las puertas.

### El castillo medieval

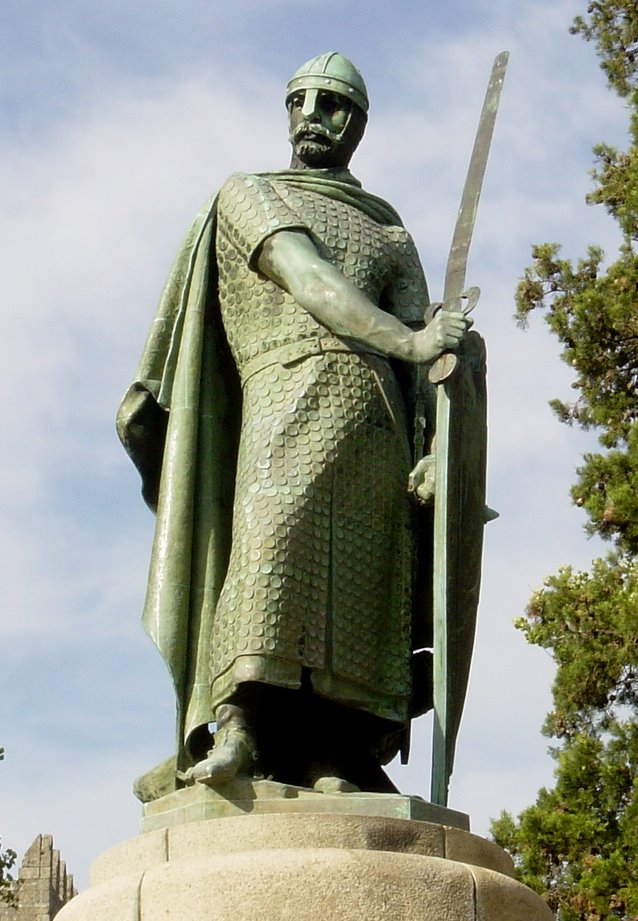
Estatua de Alfonso I en el Castillo de San Jorge. Es una réplica de la original de António Soares dos Reis (1888), que se halla en el Castillo de Guimarães.

El contexto de la Reconquista cristiana de la península ibérica, tras la conquista de Santarém, las fuerzas de Alfonso I de Portugal (1112-1185), con el auxilio de los cruzados normandos, flamencos, alemanes e ingleses que se dirigían a Tierra Santa, atacaron contra esta fortificación musulmana, que capituló tras un duro cerco de tres meses (1147). Rezan las tradiciones que el caballero Martim Moniz, que se destacó durante el cerco, al ver una de las puertas del castillo entreabierta, sacrificó su propia vida al interponer su propio cuerpo en el vado, impidiendo su cierre por los moros y permitiendo el acceso y la victoria de sus compañeros.
Como muestra de gratitud, el castillo, ahora cristiano, fue colocado bajo la invocación del mártir San Jorge, a quien muchos cruzados profesaban devoción. Pocas décadas más tarde, entre 1179 y 1183, resiste con éxito a las fuerzas musulmanas que asolaron la región entre Lisboa y Santarém.
A partir del siglo XIII, al convertirse Lisboa en capital del reino (1255), el castillo alberga el Palacio Real. Los terremotos que afectaron a la ciudad en 1290, 1344 y 1356, le causaron daños. En el plano militar, se utilizó durante el cerco castellano de febrero y marzo de 1373, cuando los arrabales de la Capital llegaron a ser saqueados e incendiados. En ese año se inició la muralla de Fernando I de Portugal (1367-83), concluida dos años más tarde. Durante la crisis de 1383-1385, los arrabales de la ciudad fueron nuevamente objeto de las embestidas castellanas en marzo de 1383, que fue duramente asediada por las fuerzas de Juan I de Castilla en 1384.
En sus funciones de Palacio Real, fue palacio de la recepción de Vasco de Gama, tras descubrir el camino marítimo a la India al final del siglo XV, y de estreno, en el siglo XVI, del Monólogo do Vaqueiro, de Gil Vicente, primera obra de teatro portugués, conmemorativa del nacimiento de Juan III de Portugal (1521-57).

### De la Guerra de Restauración a nuestros días

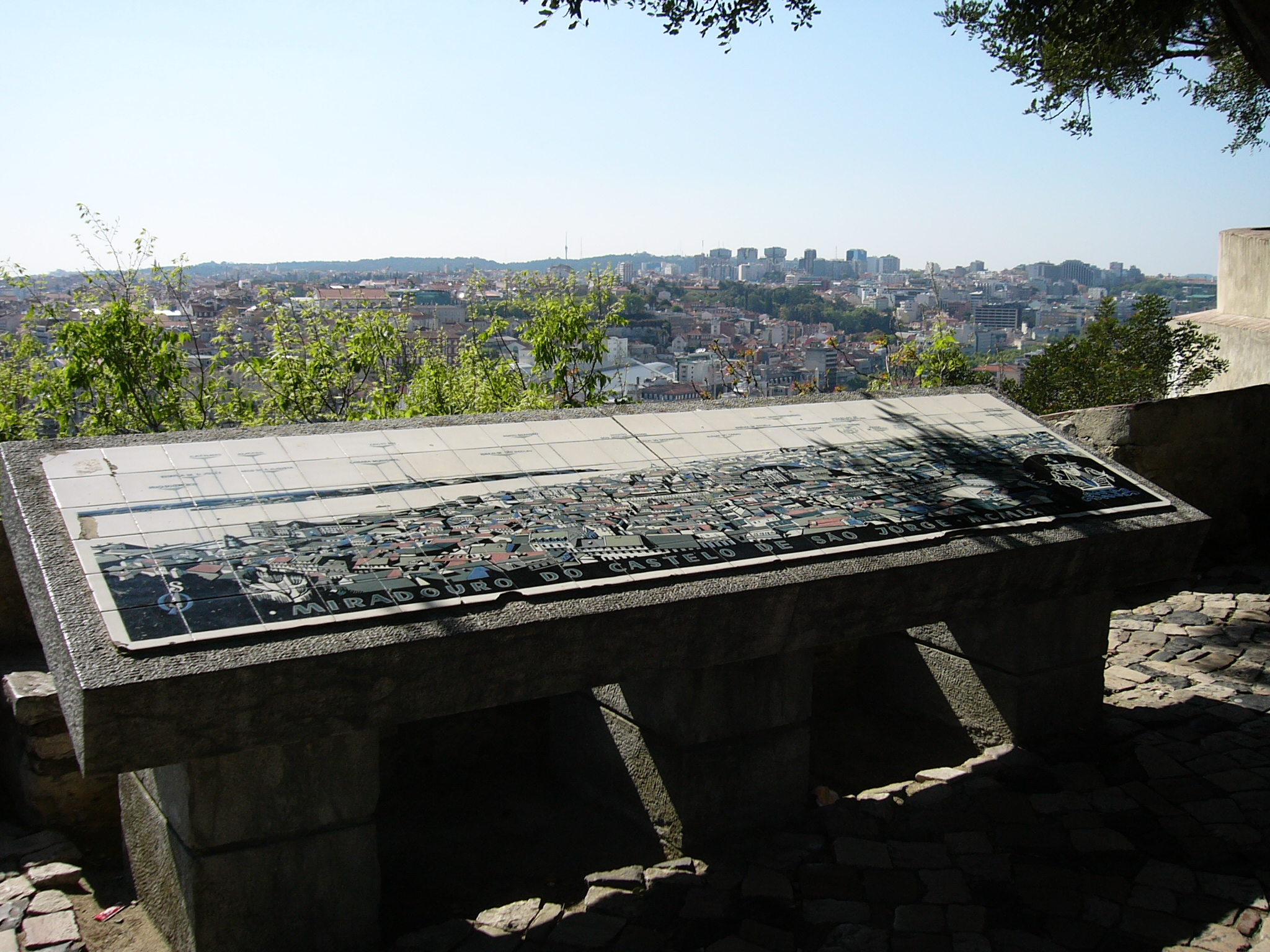
Mirador del Castillo de San Jorge

Junto con la ciudad, el castillo volvió a sufrir con los terremotos de 1531, 1551, 1597 e 1699. En ese ínterín, volvió a las páginas de la historia militar portuguesa en el contexto de la Restauración portuguesa. Su alcaide, Martim Afonso Valente, honrando el juramento de fidelidad que había prestado, sólo entregó la plaza a los restauradores tras de recibir instrucciones de Margarita de Saboya, duquesa de Mantua, a la sazón virreina de Portugal, que le ordenó la rendición en 1640.
La mudanza de la residencia real a la zona ribereña, la instalación de cuarteles y el terremoto de 1755, contribuyen a la degradación del monumento. Descaracterizado y, en parte, prohibido a los lisboetas, llega al siglo XX.
Clasificado como Monumento Nacional por Decreto de 16 de junio de 1910, sufre importantes obras de restauración en la década de 1940 y al final de la década de 1990, que tuvieron el mérito de rehabilitar el monumento, actualmente uno de los más visitados por el turista en la ciudad de Lisboa.
El monumento ofrece una visita a los jardines y miradores, un espectáculo multimedia (Olisipónia), una cámara oscura (Torre de Ulisses), espacio de exposiciones, sala de reuniones/recepciones (Casa do Governador) y loja temática a sus visitantes.

## Características
El castillo defiende la antigua ciudadela árabe, o alcázar, abriéndose en sus muros con almenas doce portones, siete de ellos por el lado de la iglesia de Santa Cruz do Castelo. Por el exterior, un paño de muralla da acceso a una torre barbacana. Dieciocho torres de sustentación refuerzan los muros. Por el Portal Sul, a través de la Rua de Santa Cruz do Castelo, se accede a la Plaza de Armas.